# Kult (juego de rol)
Kult es un juego de rol de terror contemporáneo creado por los suecos Gunilla Jonsson y Michael Petersén en 1991.

## Universo de juego
Kult está ambientado una versión oscura de nuestro mundo moderno. En Kult la existencia como la conocemos es la prisión de la humanidad, construida por el Demiurgo (el falso creador), donde se encuentra condenada a vivir un ciclo eterno de vidas, desconociendo que una vez fueron dioses. Sus carceleros son criaturas que desde las sombras miran a la humanidad con desdén. Fueron colocados allí por el Demiurgo para mantener la prisión funcionando. El tema central de Kult es el viaje interno, siniestro o iluminado, del ser humano para redescubrir su divinidad olvidada.
Kult está influido por el gnosticismo, la cábala y por la primera etapa literaria del escritor, director de cine y artista visual Clive Barker que tuvo una influencia obvia en la ambientación del juego.[cita requerida]

## Ediciones originales
- Primera edición sueca: Kult, publicada en 1991 por Target Games (editora también de Mutant Chronicles).
- Primera edición en inglés: Kult: Death is Only the Beginning, publicada en inglés en 1993 por Metropolis Ltd.
- Segunda edición en inglés: Kult: The Role Playing Game, publicada en inglés en 1996 por Metropolis Ltd.
- Tercera edición: Kult: Beyond the Veil, publicada en 2004 en francés por Le Septième Cercle y en inglés por 7th Circle Publishing.
- Cuarta edición: Kult: Divinity Lost,[1] publicada en 2016 tras una exitosa campaña en KickStarter por Helmgast AB, en la que recaudó 2.746.655 Coronas suecas (285.931,85 Euros al cambio de aquel momento).

Salvo en la última edición (en sueco), Kult está oficialmente descatalogado en el resto de idiomas por el momento.

## Ediciones en lengua española
La primera edición original en inglés de Kult (1993) fue por primera vez traducida y publicada en español en diciembre de 1994 por la hoy en día desaparecida editorial madrileña M+D Editores. En el curso de los años 90 M+D Editores fue absorbida por la empresa que distribuía sus libros y productos, Distrimagen, y los libros de rol de la serie Kult (el libro básico de reglas y todos sus suplementos) pasaron a ser publicados por la editorial titular de Distrimagen: La Factoría de Ideas. La segunda edición de Kult fue, pues, traducida y publicada por La Factoría de Ideas en enero de 1998. La Factoría de Ideas no ha anunciado todavía ningún proyecto de traducción de la tercera edición original y los libros básicos de reglas de primera y segunda edición están ya agotados. Distrimagen distribuye sin embargo todavía algunos de los suplementos restantes del juego.